# Fixdit
Fixdit is een Nederlands/Vlaams schrijverscollectief dat streeft naar meer diversiteit in de canon en de literaire wereld.
De oprichters van Fixdit zijn Yra van Dijk, Sanneke van Hassel, Rachida Lamrabet, Jannah Loontjens,  Christine Otten, Gaea Schoeters, Shantie Singh, Fleur Speet, Manon Uphoff, Munganyende Hélène Christelle en Annelies Verbeke. De laatste twee zijn nog verbonden aan het collectief, maar niet langer lid; Joke van Leeuwen en Tessa Leuwsha zijn toegevoegd als lid.

## Geschiedenis
In de Boekenweek 2018 tekende een aantal schrijvers bezwaar aan tegen de keuze voor alweer een mannelijke schrijver van het boekenweekgeschenkschrijver en het boekenweekessay, terwijl het thema De moeder, de vrouw was. Zij schreven in NRC Handelsblad en De Morgen een open brief aan de CPNB, die door ruim zevenhonderd mensen uit het boekenvak werd ondertekend. Dit leidde tot de toezegging van CPNB dat geschenken en essays de komende tien jaar gelijk verdeeld zouden worden onder mannen en vrouwen.
In de zomer van 2020 besprak minister van Onderwijs, Cultuur en Wetenschap Ingrid van Engelshoven in een interview haar negen favoriete schrijvers: negen mannen. Ze verklaarde dat ze zich niet liet leiden door sekse, maar door kwaliteit. Ook dit was aanleiding voor een open brief in NRC Handelsblad, en de auteurs besloten Fixdit op te richten. Het uitgangspunt van Fixdit is dat literaire kwaliteit geen objectief gegeven is. Een lezer kent kwaliteit toe op basis van wat deze eerder heeft gelezen. Fixdit wil het bewustzijn over genderongelijkheid in de letteren vergroten en de canon van de Nederlandse letterkunde uitbreiden met werk van belangrijke vrouwelijke auteurs. Om dit te bereiken gebruikt het collectief onder andere acties, essays, open brieven en gesprekken.
Fixdit verzorgt historische heruitgaven, die onder meer worden besproken in de Fixdit-leesclub van de Querido Academie. In samenwerking met literair tijdschrift De Gids maakt het collectief om de twee maanden een podcast; Jannah Loontjens en Annelies Verbeke belichten hierin een "vergeten" klassieker, geschreven door een vrouw. In september 2020 publiceerde Fixdit het Manifest Optimistische woede - Fix het seksisme in de literatuur, over de ongelijke positie van vrouwen in de letteren, uitgegeven door De Geus (ISBN 9789044548037). Het boek bevat essays van elk van de leden.